# Klass I i ishockey 1934/1935
Klass I i ishockey 1934/1935 var åttonde säsongen av Klass I som näst högsta serie inom svensk ishockey. Serien spelades som en dubbelserie där alla lag möttes två gånger. Nya lag var IFK Stockholm som flyttats ner från Elitserien sedan förra säsongen samt Stockholms IF och IK Sture som flyttats upp från Klass II. Sedan förra säsongen hade Djurgårdens IF lagt ner sin ishockeyverksamhet istället för att låta den flyttas ner från Elitserien. Därför hade Värtans SK fått behålla sin plats i serien trots att de placerade sig på nedflyttningsplats förra säsongen.

## Poängtabell
| Nr | Lag             | S  | V  | O | F  | GM | IM | MS  | P  |
| -- | --------------- | -- | -- | - | -- | -- | -- | --- | -- |
| 1  | Reymersholms IK | 14 | 12 | 1 | 1  | 50 | 10 | +40 | 25 |
| 2  | Södertälje IF   | 14 | 10 | 4 | 0  | 36 | 4  | +32 | 24 |
| 3  | Stockholms IF   | 14 | 7  | 2 | 5  | 25 | 18 | +7  | 16 |
| 4  | Tranebergs IF   | 14 | 6  | 3 | 5  | 27 | 20 | +7  | 15 |
| 5  | Liljanshofs IF  | 14 | 2  | 6 | 6  | 14 | 29 | −15 | 10 |
| 6  | IK Sture        | 14 | 4  | 1 | 9  | 23 | 31 | −8  | 9  |
| 7  | Värtans IK      | 14 | 2  | 5 | 7  | 20 | 45 | −25 | 9  |
| 8  | IFK Stockholm   | 14 | 1  | 2 | 11 | 11 | 49 | −38 | 4  |